# Stadt Krefeld
Stadt Krefeld est un monocoque en aluminium de 44 mètres commandé par Wolfgang Wanders[Quand ?] pour la Transat anglaise (traversée de l'atlantique en solitaire) et construit au chantier Royal Huisman. Il a terminé la Transat anglaise  de 1980 (OSTAR) à la place de 11 ème (5 ème des monocoques).

## Caractéristiques
Construit en aluminium par le chantier Royal Huisman, il dispose d'une installation ingénieuse au niveau de la cabine où la barre est placée sur le côté et où de chaque côté une table à carte permet de naviguer tout en consultant les cartes.